# Policlínico de Milão
A Policlínica de Milão ( em italiano: Policlinico di Milano), também conhecido como Ospedale Maggiore di Milano ou Ca' Granda Ospedale Maggiore Policlinico, é o hospital geral distrital público de Milão . É um dos hospitais mais antigos da Itália, fundado por Francesco I Sforza, Duque de Milão, em 1456. Hoje é um hospital moderno com 900 leitos, com enfermarias para adultos, gestantes e crianças. Durante o primeiro surto de COVID-19 em Março de 2020, 300 dessas camas foram readaptadas para pacientes com COVID-19. É um hospital geral que inclui atividades hospitalares em diferentes campos: materno-infantil, doenças raras, transplantes, dermatologia , hematologia , gastroenterologia , hepatologia e medicina do trabalho .
Há três salas de emergência para diferentes categorias de pacientes. A maternidade (Clínica Mangiagalli) tem o maior número de partos na Lombardia . 

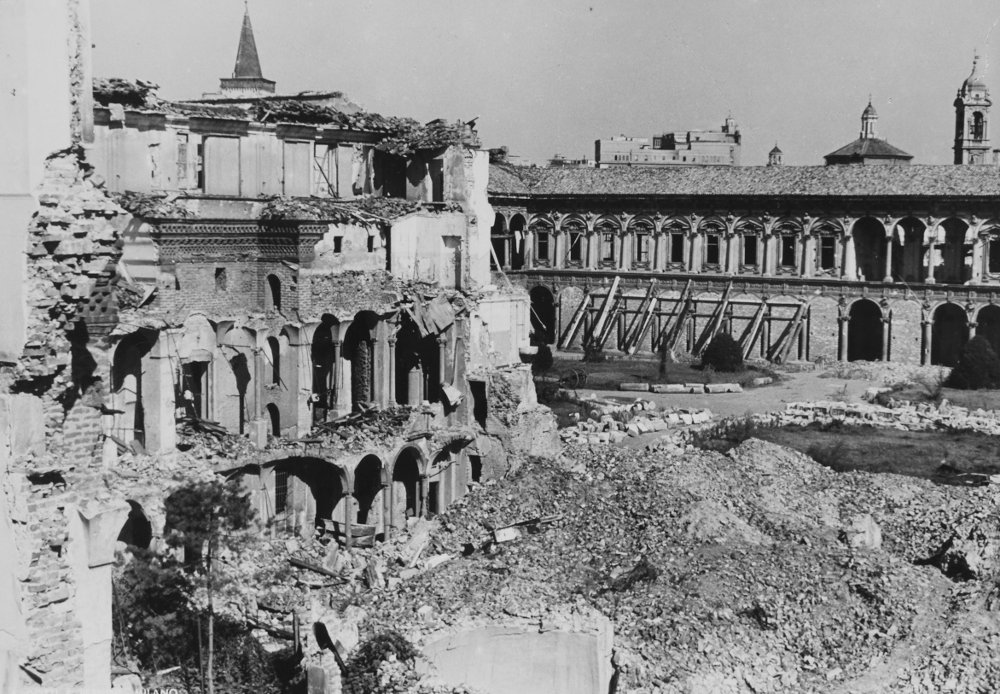
Pátio do Policlínico, hoje sede da Universidade de Milão, após o bombardeio de 1943

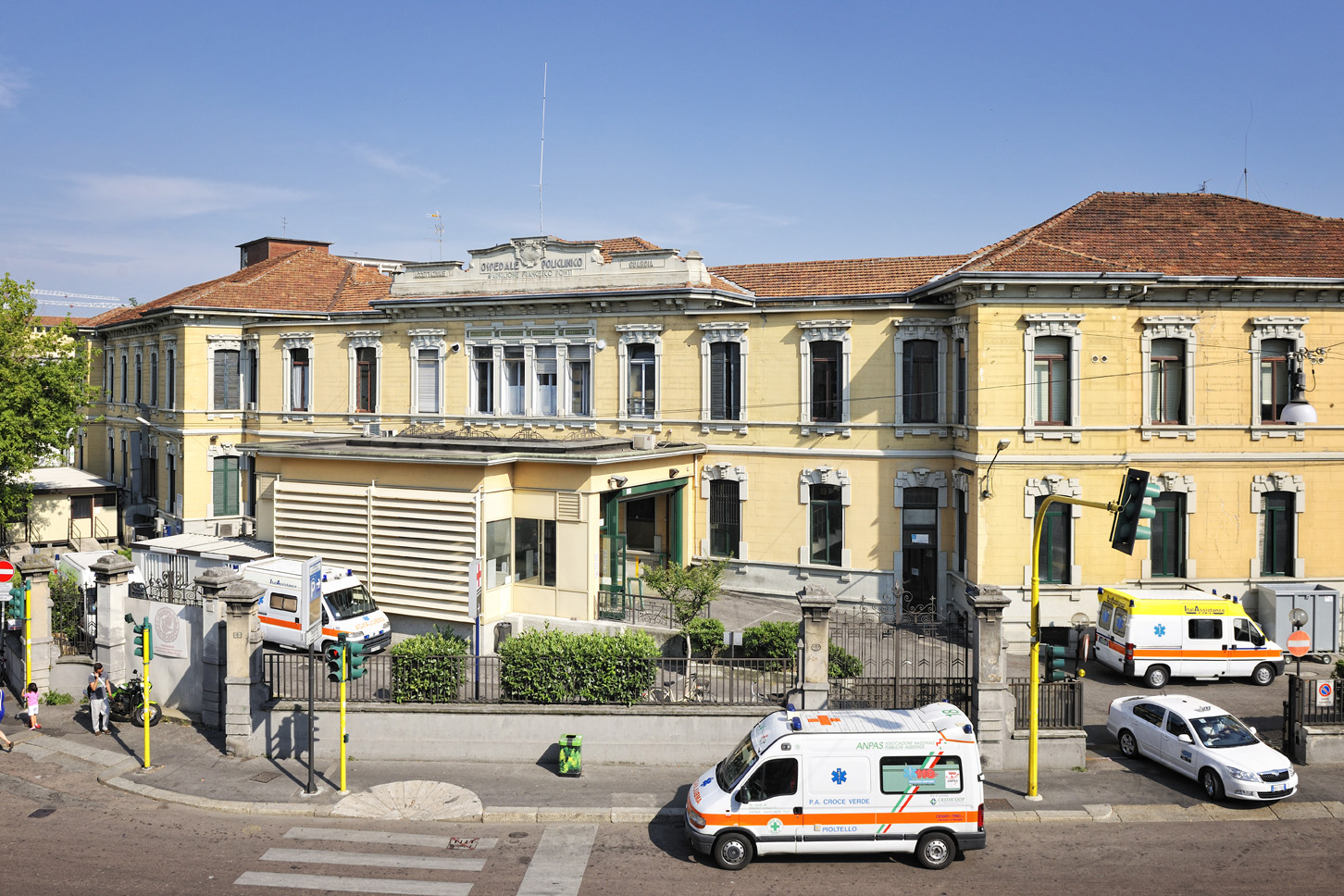
Antigo Pavilhão da Guardia do Policlínico, antes do início das obras de renovação em 2010

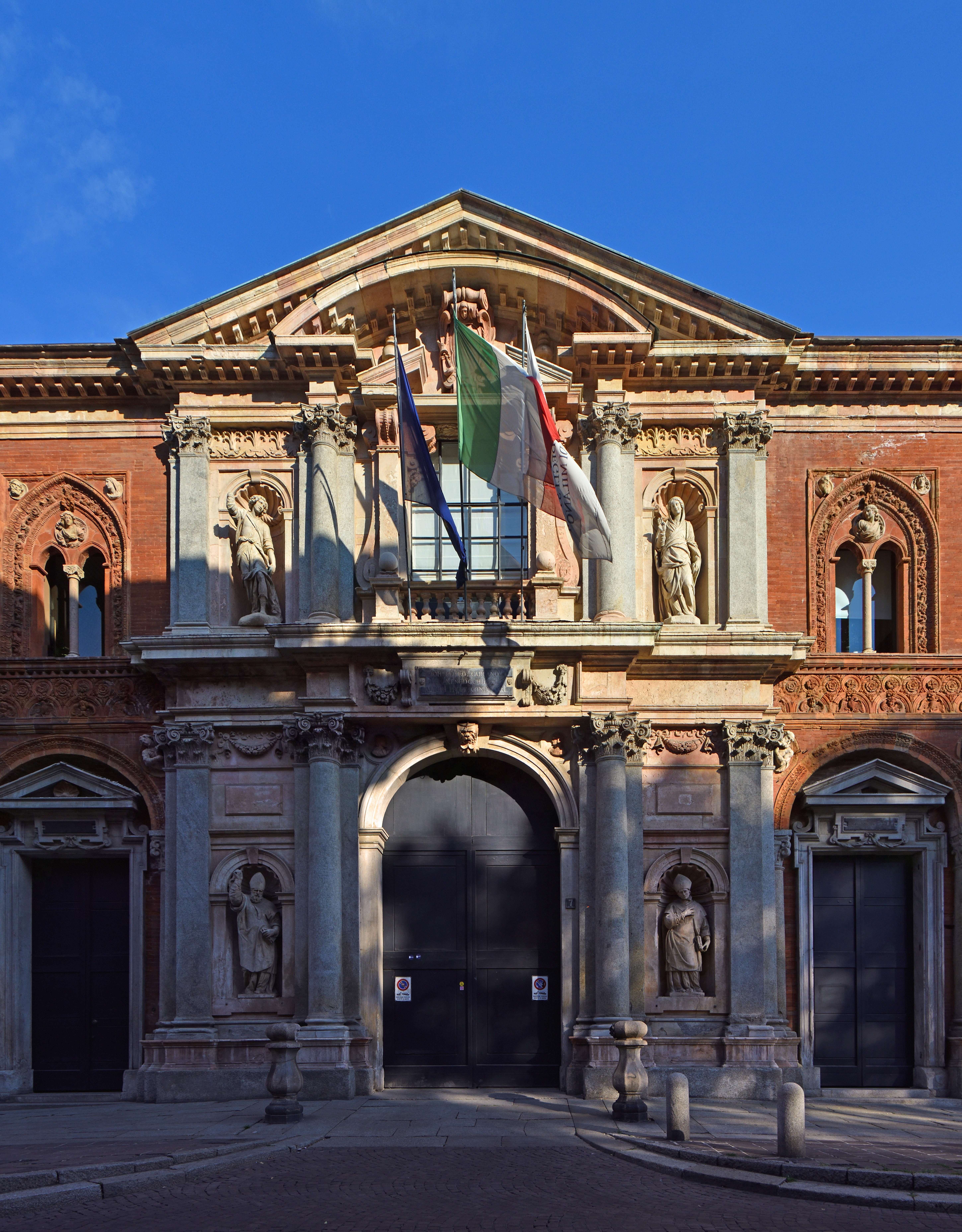
Prédio histórico

## Ligações externas

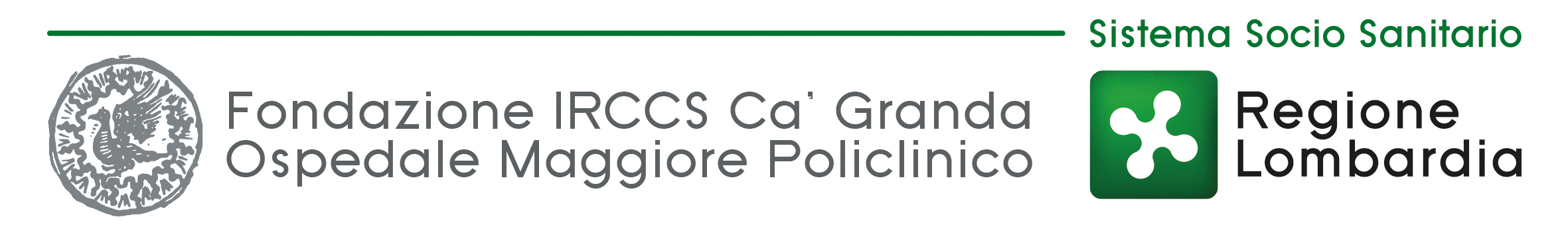